# توبي درايفر
توبي درايفر (بالإنجليزية: Toby Driver)‏ هو فنان وموسيقي وكاتب أغاني أمريكي، ولد في 29 سبتمبر 1978 في ميريديان في الولايات المتحدة.

## وصلات خارجية
- توبي درايفر على موقع IMDb (الإنجليزية)
- توبي درايفر على موقع ميوزك برينز (الإنجليزية)
- توبي درايفر على موقع أول ميوزيك (الإنجليزية)
- توبي درايفر على موقع ديسكوغز (الإنجليزية)